# 미켈 베스가
미켈 베스가 아루티(스페인어: Mikel Vesga Arruti ˈmikel ˈβezɣa[*], 1993년 4월 8일, 바스크 주 비토리아 ~)는 스페인의 축구 선수로, 현재 아틀레틱 빌바오에서 수비형 미드필더로 활약하고 있다.

## 클럽 경력
베스가는 바스크 주 아라바 도 비토리아-가스테이스 출신으로 2012년에 테르세라 디비시온의 아우레라 소속으로 성인 무대 신고식을 치렀다. 2013년 여름, 그는 알라베스로 이적하여 4부 리그의 2군 선수단에 배정되었다.
2014년 7월 1일, 재계약을 거절한 후, 세군다 디비시온 B에 속한 또다른 2군 구단인 빌바오 아틀레틱에 입단했다. 호세 앙헬 시간다 감독의 신임을 얻은 후, 그는 시즌 내내 붙박이 주전으로 활약해 38경기에 출전해 3골을 기록했고, 소속 구단은 19년 만에 세군다 디비시온 무대로 복귀했다.
베스가는 2015년 8월 24일에 0-1로 패한 지로나와의 안방 경기에서 프로 무대 신고식을 치렀다. 그는 이듬해 2월 7일에 3-2로 이긴 마요르카와의 원정 경기에서 리그 1호골이자 경기의 결승골을 기록했다.
2016년 8월 17일, 1군과 시즌 개막 전 일정을 쭉 함께했던 베스가는 에르네스토 발베르데가 이끄는 선수단에 정식 승격되어 등번호 12번을 받았다. 나흘 후, 그는 1-2로 패한 스포르팅 히혼과의 원정 경기에서 미켈 산 호세와 후반전에 교체되어 들어가 첫 라 리가 경기를 뛰었다.
2016년 9월 12일, 베스가는 계약을 2019년까지 연장했고, 인수 조항으로 €30M이 책정되었다. 이듬해 1월 25일, 그는 같은 1부 리그의 스포르팅 히혼으로 시즌 남은 기간 동안 임대되었다. 2017년 4월 15일, 그는 레알 마드리드와의 경기에서 2-1로 앞서나가는 골이자 공식 무대 첫 골을 기록했지만, 결과는 2-3 역전패였다.
2018년 7월 4일, 베스가는 또다른 1부 리그 구단인 레가네스로 1년 동안 임대되었다. 2021년 1월, 그는 2024년 여름까지 유효한 아틀레틱과의 연장 게약을 체결했고, 인수 조항으로 €50M의 방출 이적료가 책정되었다.

## 경력 합계

### 클럽
2021년 7월 1일 기준
| 구단                 | 시즌      | 리그              | 리그 | 리그 | 컵   | 컵 | 대륙 | 대륙 | 기타 | 기타 | 합계 | 합계 |
| 구단                 | 시즌      | 리그명            | 출장 | 골   | 출장 | 골 | 출장 | 골   | 출장 | 골   | 출장 | 골   |
| -------------------- | --------- | ----------------- | ---- | ---- | ---- | -- | ---- | ---- | ---- | ---- | ---- | ---- |
| 빌바오 아틀레틱      | 2014–15   | 세군다 디비시온 B | 33   | 3    | —    | —  | —    | —    | 5    | 0    | 38   | 3    |
| 빌바오 아틀레틱      | 2015–16   | 세군다 디비시온   | 41   | 1    | —    | —  | —    | —    | —    | —    | 41   | 1    |
| 빌바오 아틀레틱      | 합계      | 합계              | 74   | 4    | 0    | 0  | 0    | 0    | 5    | 0    | 79   | 4    |
| 아틀레틱 빌바오      | 2016–17   | 라 리가           | 6    | 0    | 1    | 0  | 1    | 0    | —    | —    | 8    | 0    |
| 아틀레틱 빌바오      | 2017–18   | 라 리가           | 12   | 1    | 2    | 0  | 7    | 0    | —    | —    | 21   | 1    |
| 아틀레틱 빌바오      | 2019–20   | 라 리가           | 20   | 0    | 7    | 0  | —    | —    | —    | —    | 27   | 0    |
| 아틀레틱 빌바오      | 2020–21   | 라 리가           | 30   | 0    | 6    | 0  | —    | —    | 2    | 0    | 38   | 0    |
| 아틀레틱 빌바오      | 합계      | 합계              | 68   | 1    | 16   | 0  | 8    | 0    | 2    | 0    | 94   | 1    |
| 스포르팅 히혼 (임대) | 2016–17   | 라 리가           | 17   | 1    | 0    | 0  | —    | —    | —    | —    | 17   | 1    |
| 레가네스 (임대)      | 2018–19   | 라 리가           | 26   | 1    | 2    | 0  | —    | —    | —    | —    | 28   | 1    |
| 경력 합계            | 경력 합계 | 경력 합계         | 185  | 7    | 18   | 0  | 8    | 0    | 7    | 0    | 218  | 7    |

1. ↑  세군다 디비시온 플레이오프전 출장 경기 기록 포함
2. 1 2  유로파리그 출장 경기 기록 포함
3. ↑  2021년에 치러진 2020 코파 델 레이 결승전 출장 경기 기록 포함
4. ↑  수페르코파 데 에스파냐 출장 경기 기록 포함

## 수상
아틀레틱 빌바오
- 수페르코파 데 에스파냐: 2020–21[15]
- 코파 델 레이 준우승: 2019–20,[16] 2020–21[17]

## 참고
1. ↑  베스가는 단독으로 스페인어:  ˈbezɣa[*]로 발음한다.